# Protocolo de establecimiento de claves
Un protocolo de establecimiento de claves (key establishment protocols), también llamados protocolos de intercambio de claves (en inglés key exchange protocols) es un protocolo criptográfico en el que se establece una secuencia de pasos entre dos o más participantes a través de la cual los participantes se ponen de acuerdo en el valor de una información secreta compartida. A la información secreta compartida se le suele llamar clave debido a que esa información se suele usar como clave de algún algoritmo criptográfico.

## Ejemplos
- Puzles de Merkle. Fue el primer protocolo de este tipo.
- Protocolo de Diffie-Hellman
- El protocolo ElGamal de negociación de claves[3] provee negociación en un solo paso y autenticación unilateral (del receptor hacia el emisor) si la clave pública del receptor es conocida de antemano por el emisor.
- El protocolo MTI/A0,[4] empleando dos mensajes y sin requerir firmas, proporciona claves de sesión variables en el tiempo con mutua autenticación implícita de claves contra ataques pasivos.
- El protocolo STS[5] es una variante de tres pasos de la versión básica que permite el establecimiento de una clave secreta compartida entre dos partes con mutua autenticación de entidades y mutua autenticación explícita de las claves. El protocolo también facilita el anonimato: las identidades de A y B pueden protegerse contra el adversario E. El método emplea firmas digitales.